# 弦楽四重奏曲第3番 (ニールセン)
弦楽四重奏曲第3番 変ホ長調 作品14は、カール・ニールセンが1897年、1898年に作曲した弦楽四重奏曲。ニールセンが書いた公式の4曲の弦楽四重奏曲では3番目の作品にあたる。初演は1899年5月1日に『Vor Forening』にてアントン・スヴェンスン、ルズヴィ・ホルム、フレズレク・マーガ（Marke）、アイラ・イェンスンの演奏により私的に行われた。

## 概要
1897年と1898年にニールセンは忙しく過ごしていた。オペラ『サウルとダヴィデ』の作曲準備をしていただけでなくユトランド半島コリングに程近い義理の両親が営む農園の世話を見ながら過ごしていたのである。第3楽章と第4楽章を浄書に回そうとした際に不幸な経験に見舞われている。彼が写譜者のもとに到着したとき、1頭の馬が荷車の前で辛い姿勢で横たわっていた。彼は楽譜を巻いて少年に手渡し馬が起き上がるのを手伝った。しかしわずか数分の間に少年は楽譜ごと姿を消してしまっていたのである。ニールセンはもう一度これらを一から書き起こさねばならなかった。

## 受容

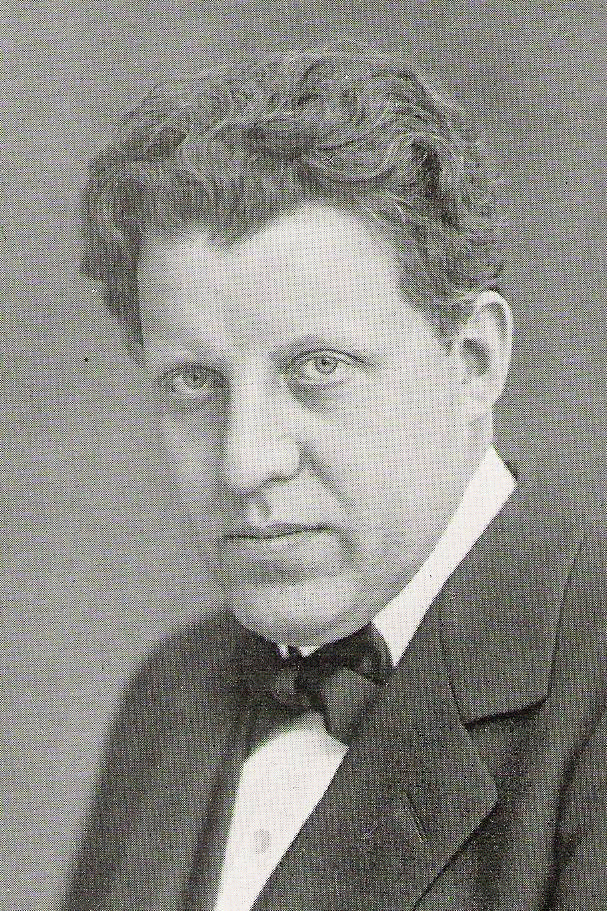
フベア四重奏団を率いたギーオウ・フベア。

私的な演奏は一度ならず行われたらしいことがわかっているが、第3弦楽四重奏曲のコンサート会場での公開演奏は1901年10月4日のコペンハーゲンのOdd Fellows Mansion（英語版）小ホールが初めてとなる。これはギーオウ・フベア、Louis Witzansky、アントン・ブロク、エアンスト・フベアから成る新しく結成されたフベア四重奏団の初の室内楽コンサートであった。
評論家は演奏家を褒めはしたものの、音楽に称賛を寄せるものはいなかった。『Nationaltidende』紙のGustav Hetschは第1楽章について「五線紙の上で読むには素晴らしい音楽というようなものに属するのだろうとみえるが、結局のところ響きは不愉快である。我々が音楽的な部分をつかみ取れた僅かな瞬間は、それ以外の不協和音の泡に飲まれて消えていた。」と評した。しかし彼はアンダンテは好んでおり「雰囲気によって非常に高尚なものとなっている（略）この音楽には広大な地平線、蒼穹の星々の豊かさ、そして高尚なる糸杉があり、その音楽は現代的であるが故に過去の音、簡素な色合いに手を届かせんとするのである。」他の評論家も同じように第1楽章に対して批判的であった。

## その他の演奏
本作はニールセンの生前にフベア四重奏団やブロイニング＝ベイチュ四重奏団などにより何度も演奏された。第1ヴァイオリンを務めたのはピーザ・ムラやテルマーニー・エミルらである。1925年にはニールセンの生誕60周年を祝うため大学の式典ホールで開催された3回のコンサートの1回目に演奏されている。『Politiken』紙の評論は「変ホ長調の四重奏曲とその反駁の余地のない熟達の度合い、彼の当音楽ジャンルにおけるこの上なく偉大な勝利、力強く雄々しく、深遠な詩情を持ち、優美に田園的、勇敢に野心的」であるところに言及している。1902年にドイツで行われた演奏にも同様に前向きな論評がなされた。

## 演奏時間
約33分。

## 楽曲構成

### 第1楽章
Allegro con brio 3/4拍子 変ホ長調
ロンドソナタ形式。序奏はなく冒頭から流麗な第1主題が提示される（譜例1）。
譜例1
主題が簡潔にまとめられて緩やかな推移が始まるが、コン・フォーコから速い動きを見せて盛り上がった後に第2主題がチェロから示される（譜例2）。
譜例2
2つのヴァイオリンがポリリズムを刻む中でヴィオラとチェロが譜例2をユニゾンで奏し、静まって提示部を終える。提示部の反復は指示されておらず、譜例1を奏してから展開が行われる。随所にアクセントを含む箇所に続いて弱音で進められ、ブリオーソからはスタッカートで強弱が極端に交代する。そのまま第1主題の再現となり、第2主題はヴィオラが受け持つ。コーダでは第1ヴァイオリンが譜例1を回想する傍らで奏される急速な音型が全楽器に伝播し、勢いよく楽章の終わりまでたどり着く。

### 第2楽章
Andante sostenuto - Andante 4/4拍子
イ短調で開始するが、まもなく変ホ長調に落ち着く。アンダンテの主部に入ると表情豊かに譜例3が歌われる。
譜例3
クライマックスが形成され、譜例3が再び奏されるとウン・ポコ・ピウ・モッソとなってヴィオラがリズミカルなリズムを導入する。これに合わせて第2ヴァイオリンが譜例4を奏し、付点音符の掛け合いとなる。
譜例4
低弦が16分音符のうねりを作り出して頂点を迎えてから落ち着くと、チェロが譜例3を再現する。最後は静まって弱音で楽章を閉じる。

### 第3楽章
Allegretto pastorale 2/4拍子 ハ長調
広義のスケルツォと看做される。ピッツィカートの伴奏の上に軽妙な主題が奏される（譜例5）。
譜例5
譜例5を繰り返してから音量を下げて行くと、6/8拍子、プレストに転じて勢いのある主題が登場する（譜例6）。
譜例6
より歌謡的な中間楽節を経て譜例6が繰り返される。元の拍子とテンポに戻って譜例5を再現し、最後は静かな終わりを迎える。

### 第4楽章
Allegro coraggioso 2/2拍子 変ホ長調
発想表記の"coraggioso"は「勇敢に」などの意。冒頭から勢いよく譜例7の主題が飛び出す。
譜例7
第2主題はまずチェロに出され、ヴァイオリンが歌い継いでいく（譜例8）。
譜例8
その後クライマックスを形成すると落ち着きを取り戻し、チェロを起点に各楽器がピッツィカートでフガートを奏する。次に譜例7を用いた情熱的な展開、譜例8による落ち着いた展開が行われて、クレッシェンドして第1主題の再現に至る。第2主題の再現はヴィオラから始まり、ここでもヴァイオリンへと続いていく。大きな盛り上がりを見せるとアレグロ・モルトとなり、譜例7の素材を使ったコーダで勢いを高めてそのまま全曲に終止符を打つ。